# Saint-Étienne-de-Valoux
Saint-Étienne-de-Valoux é uma comuna francesa na região administrativa de Auvérnia-Ródano-Alpes, no departamento de Ardèche. Estende-se por uma área de 2,36 km². Em 2010 a comuna tinha 296 habitantes (densidade: 125,4 hab./km²).